# Rhön-Klinikum
Die Rhön-Klinikum AG (Eigenschreibweise: RHÖN-KLINIKUM) mit Sitz in Bad Neustadt an der Saale ist eine private börsennotierte Betreibergesellschaft von Krankenhäusern, Kliniken und Medizinischen Versorgungszentren (MVZ).

## Geschichte
Vorläufer des Unternehmens war die 1970 gegründete Kurbetriebs- und Verwaltungsgesellschaft m.b.H, aus der 1973 die Rhön-Klinikum GmbH hervorging. Das Unternehmen bestand aus dem in Bad Neustadt an der Saale neu errichteten Kur- und Therapiezentrum, dessen vier 14-stöckige Häuser ausschließlich mit Einzelappartements ausgestattet waren. Auf Grund mangelnder Nachfrage war das Haus aber stark überdimensioniert, so dass dem Unternehmen nach Investitionen in Höhe von 130 Millionen DM der Konkurs drohte. Der als Sanierer geholte Betriebswirtschaftler Eugen Münch übernahm 1974 die alleinige Geschäftsführung und erwarb eine Beteiligung von 25 % an der GmbH.
Zur Auslastung der Appartements eröffnete er 1975 eine psychosomatische Klinik und initiierte zwei Jahre später ein gemeinnütziges Schulungsprojekt zur Fortbildung von Aussiedlern. 1984 reagierte Münch auf Engpässe im Bereich der Herzchirurgie und etablierte eine Herz- und Gefäßklinik. Danach folgten eine neurologische Klinik (1991) und eine Klinik für Handchirurgie (1992). Bei der Planung der Kliniken wurde das Kerngeschäft – Operationssäle und Intensivstationen – in Neubauten etabliert und die vier Gebäude als Bettenhäuser genutzt. Die Einzelappartements wurden dabei in Zweibettzimmer umgewandelt.
Die GmbH wurde 1988 in eine Aktiengesellschaft umgewandelt und als erstes Unternehmen der Branche an der Frankfurter Börse am 27. November 1989 notiert. Damit war die Rhön-Klinikum der erste börsennotierte Klinikkonzern in Deutschland; die Aktien des Unternehmens wurden zwischen 1996 und 2016 im MDAX, anschließend bis Juli 2020 im SDAX gelistet.
Mit der Übernahme der Zentralklinik Bad Berka (Thüringen) begann die Expansion der Rhön-Klinikum über den bisherigen Standort Bad Neustadt hinaus. Die Klinik entstand 1898 mit der Gründung der „Sophienheilstätte“. Seit 1990 gehört sie Rhön-Klinikum und ist mit etwa 1700 Mitarbeitern größter Arbeitgeber im Landkreis Weimarer Land. Nach den Geschäftsberichten des Haupteigners erzielt die Zentralklinik Bad Berka GmbH im Mittel einen Netto-Jahresgewinn von etwa 20 bis 25 Millionen Euro. Das Krankenhaus ist akademisches Lehrkrankenhaus der Universität Jena. 1993 erfolgte die Eröffnung einer Suchtklinik in Leipzig. In den folgenden Jahren übernahm Rhön-Klinikum bundesweit weitere Kliniken oder eröffnete diese neu.
Zum Zeitpunkt des Börsenganges Rhön-Klinikums hatte das Unternehmen 670 Mitarbeiter, erwirtschaftete einen Umsatz von 50 Millionen Euro. Im Juli 2006 waren mehr als 30.000 Mitarbeiter beschäftigt, der Umsatz betrug im ersten Halbjahr 2006 938 Millionen Euro. Das Unternehmen erwirtschaftete 2005 einen Gewinn von 88,3 Millionen Euro.
Das Unternehmen expandierte in den folgenden Jahren primär durch Übernahmen öffentlicher Häuser. Ziel Münchs war es, in Deutschland langfristig einen Marktanteil von acht bis zehn Prozent zu gewinnen. Allerdings hat das Bundeskartellamt im März 2005 die Übernahme der Krankenhäuser in Bad Neustadt a.d. Saale und Mellrichstadt wegen der dadurch entstehenden marktbeherrschenden Stellung des Unternehmens in der Region untersagt.
Die Rhön-Klinikum AG ist Mitgesellschafter der im Jahr 2010 gegründeten Transparenzinitiative Qualitätskliniken.de. Durch die öffentliche Abbildung von Qualitätsdaten sollen sowohl Patienten als auch medizinische Fachleute dabei unterstützt werden, geeignete Krankenhäuser zu finden und einzelne Einrichtungen trägerunabhängig vergleichen zu können. Daneben zählt die Rhön-Klinikum AG seit 2013 zum Initiatorenkreis des Rehaportals selbiger Webseite, bei der Patienten, Angehörige sowie einweisende Ärzte bzw. Kostenträger über Leistungen und Qualitätskennzahlen von Rehabilitationskliniken informiert werden.
Im April 2012 kündigte der Gesundheitskonzern Fresenius an, die Rhön-Kliniken kaufen und mit dem eigenen Klinikunternehmen Helios zusammenführen zu wollen.
Die Übernahme kam nicht zustande, da es Fresenius nicht gelang, 90 Prozent der Aktien plus eine weitere Aktie zu erwerben. Zum Ende der Frist für die Andienung der Aktien erwarb der Konkurrent Asklepios Kliniken etwas über 5 Prozent der Aktien und verhinderte so den Zusammenschluss der beiden Unternehmen.
Im August 2012 gaben die Rhön-Kliniken bekannt, dass auch der Pharma- und Medizinbedarfshersteller B. Braun Melsungen 5 Prozent der Aktien erworben habe. Im September 2012 verkündete Fresenius, kein weiteres Übernahmeangebot vorzulegen.
Im September 2012 wurde bekannt, dass Vorstandschef Wolfgang Pföhler sowie Finanzvorstand Erik Hamann nach Unstimmigkeiten das Unternehmen verlassen würden. Nachfolger Pföhlers wurde von Januar 2013 bis Januar 2017 Martin Siebert.
Im März 2013 hat das Bundeskartellamt die Beteiligung von Asklepios an Rhön unter Auflagen freigegeben. Asklepios will ihren Anteil von derzeit 5,01 auf bis zu 10,1 Prozent der Rhön-Aktien aufstocken und hatte ihr Vorhaben im August 2012 beim Kartellamt angemeldet. Die geplante Aufstockung der Anteile an Rhön ermöglicht Asklepios hierdurch ein Vetorecht zu erhalten und eine Übernahme von Rhön durch einen anderen Wettbewerber könnte damit dauerhaft blockiert werden. Gemäß den Auflagen muss Asklepios sich allerdings zunächst von einer Klinik und einem Medizinischen Versorgungszentrum (MVZ) im Raum Goslar trennen.
Im September 2013 wurde der Verkauf von 43 Kliniken und 15 MVZ für einen Kaufpreis von 3,07 Mrd. Euro an Fresenius verkündet, der unter dem Vorbehalt der kartellrechtlichen Freigabe sowie im Einzelfall der Zustimmung vormaliger kommunaler Träger oder gegenwärtiger Minderheitsgesellschafter steht. Die Basis der 'neuen Rhön' werden die Standorte Bad Berka, Bad Neustadt a. d. Saale, Frankfurt (Oder) sowie die Universitätskliniken Gießen und Marburg mit rund 5300 Betten bilden.
Der geplante Verkauf wurde später auf 40 Krankenhäuser und 13 medizinische Versorgungszentren reduziert und nach der Abgabe von zwei ehemaligen Helios-Kliniken in der Region Leipzig, den Kliniken in Borna und Zwenkau, an eine Gesellschaft von Eugen Münch vom Bundeskartellamt im Februar 2014 bewilligt.
Am 11. November 2013 teilte ein Sprecher der Klinikgruppe den Abbau von rund 130 bis 150 der 220 Arbeitsplätze in der Konzernzentrale in Bad Neustadt mit.
Am 6. Dezember 2018 wurde der erste Rhön-Klinikum Campus Bad Neustadt gemeinsam mit Ministerpräsident Markus Söder eröffnet.

## Eigentümerstruktur
| Anteil  | Anteilseigner                      |
| ------- | ---------------------------------- |
| 93,38 % | Asklepios Kliniken GmbH & Co. KGaA |
| 5,21 %  | Landeskrankenhilfe V.V.a.G         |

Stand: 25. Juli 2020
Am 27. April 2020 legte Asklepios sein Vorhaben zum Erwerb der Kontrolle über und von bis zu 100 % der Anteile an der Rhön Klinikum AG dem Bundeskartellamt zur Prüfung vor. Das Übernahmeangebot von Asklepios war erfolgreich.

## Unternehmensleitung
Der Vorstand des Unternehmens besteht derzeit (Stand März 2021) aus vier Personen, Vorstandsvorsitzender ist Christian Höftberger.
Der Aufsichtsrat besteht aus sechzehn Mitgliedern und wird von Jan Liersch geführt. Ihm gehört u. a. Georg Schulze, Landesbezirksfachbereichsleiter ver.di Hessen an. Von 1996 bis 2002 war Karl-Theodor zu Guttenberg Mitglied im Aufsichtsrat. Seine Familie hielt 26,5 Prozent der Stammaktien. Im März 2002 wurden die Aktien für 260 Millionen Euro an die HypoVereinsbank verkauft.
Innerhalb des Unternehmens werden die einzelnen Krankenhäuser in privater Trägerschaft jeweils als GmbH oder Aktiengesellschaft geführt.

## Kliniken und MVZ der Rhön-Klinikum AG

### Bayern

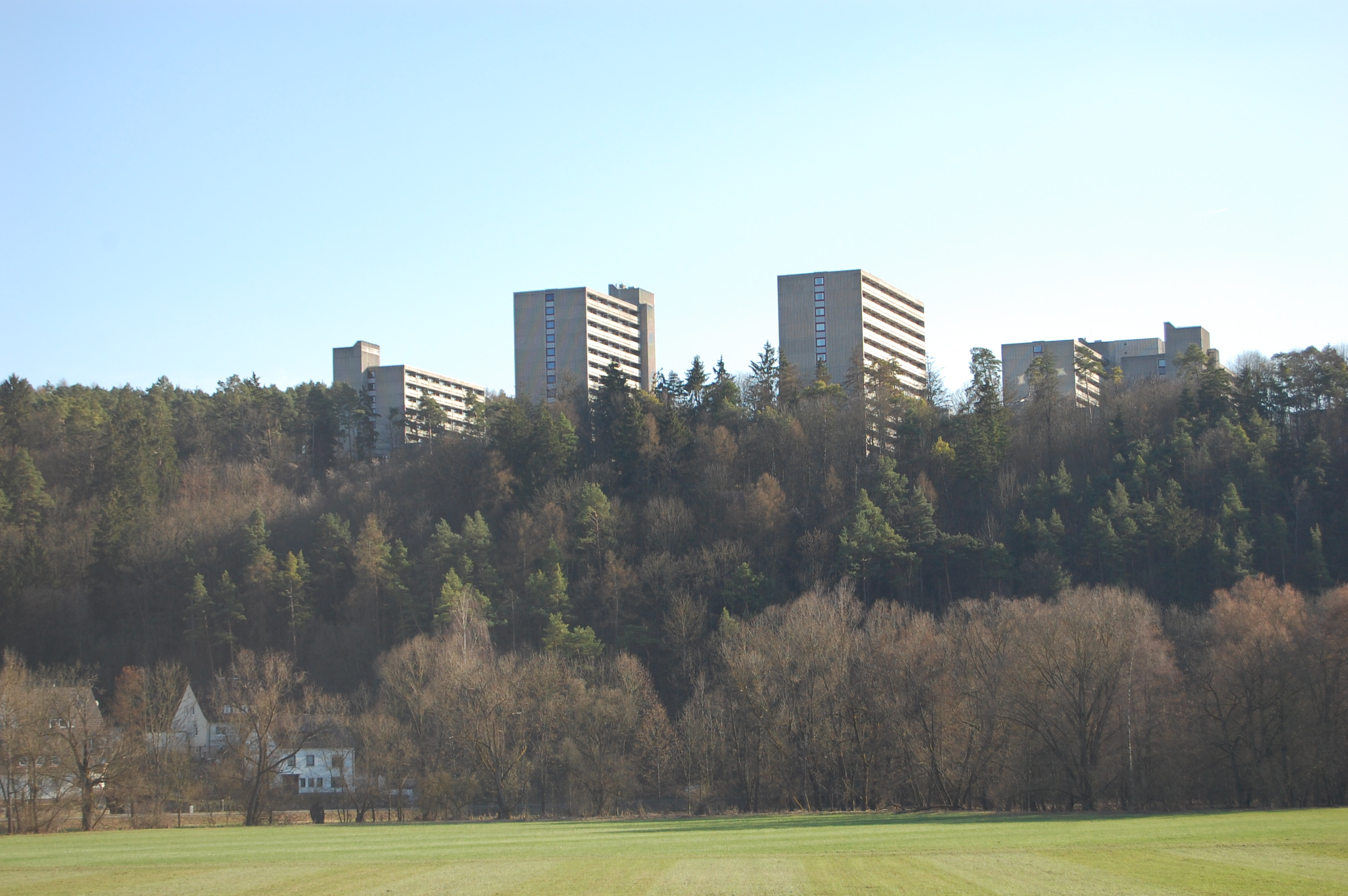
Im Hintergrund die Frankenklinik in Bad Neustadt an der Saale

- Rhön-Klinikum Campus Bad Neustadt, Bad Neustadt an der Saale
- Adaptionseinrichtung „Maria Stern“, Bad Neustadt an der Saale
- Frankenklinik, Bad Neustadt an der Saale
- MVZ Bad Neustadt
- Neurologische Klinik, Bad Neustadt an der Saale
- Rhön-Klinikum AG, Bad Neustadt an der Saale
- Saaletalklinik, Bad Neustadt an der Saale
- Klinik Neumühle, Hollstadt

### Brandenburg
- Klinikum Frankfurt (Oder)
- MVZ Frankfurt (Oder)

### Hessen
- Universitätsklinikum Gießen und Marburg GmbH, Standort Gießen, ehemals Justus-Liebig-Universität Gießen
- MVZ Gießen
- Universitätsklinikum Gießen und Marburg GmbH, Standort Marburg, ehemals Philipps-Universität Marburg
- MVZ Marburg
- MVZ Marburg II

### Thüringen

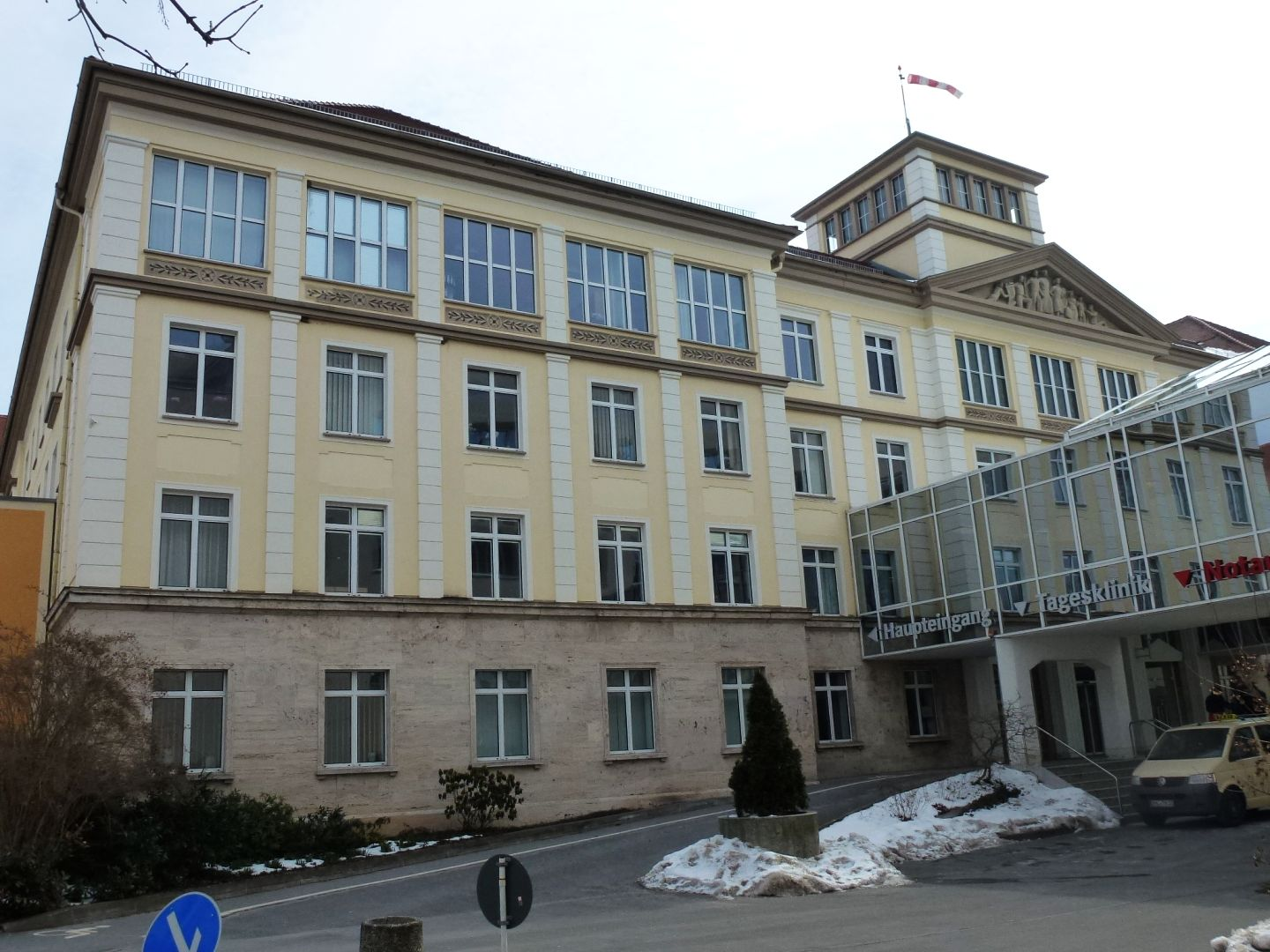
Zentralklinik Bad Berka

- MVZ Bad Berka
- Zentralklinik Bad Berka GmbH
- MVZ Weimar

## Varia
Die Geschäftsführung der Wohnungsgesellschaft Meyer’sche Häuser hatte geplant, zu gegebener Zeit in Leipzig eine weitere Siedlung zu errichten, und dafür vorsorglich frühzeitig in Probstheida reichlich Land gekauft. Dieses Land wurde 1991 auf Drängen der Stadt Leipzig „unter Marktwert“ (Zitat: Dieter Pommer, Mitglied im Stiftungsrat, 26. Mai 2020) an das Rhön-Klinikum verkauft, das dort das Herzzentrum Leipzig (inzwischen zu den Helios Kliniken gehörend) errichtete.